# Клетинское сельское поселение (Ивановская область)
Клетинско́е се́льское поселе́ние — упразднённое муниципальное образование в составе Палехского района Ивановской области России. Административный центр — село Клетино. На территории поселения находятся 11 населённых пунктов.

## Географические данные
- Расположение: западная часть Палехского района

## История
Образовано 25 февраля 2005 года, в соответствии с Законом Ивановской области N 46-ОЗ «О городском и сельских поселениях в Палехском муниципальном районе».
После упразднения населённые пункты вошли в Раменское сельское поселение.

## Население
В состав поселения входили следующие населённые пункты:
- Воробино — деревня
- Иваново-Ильино — деревня
- Киверниково — деревня
- Клетино — деревня, административный центр
- Кузнечиха — деревня
- Матюкино — деревня
- Овсяницы — деревня
- Пахотино — деревня
- Роглово — деревня
- Рудильницы — деревня
- Шалимово — деревня

## Местное самоуправление
Главой поселения и Главой администрации является Балаева Лариса Павловна.